# ハッピー!クッキンタイム♪
『ハッピー!クッキンタイム♪』は、福原遥の4枚目のシングル。2012年6月23日にキングレコードから発売された。

## 概要
4枚目のシングルとなるこの作品は福原が主人公の柊まいんを演じているEテレ「クッキンアイドル アイ!マイ!まいん!」2012年度主題歌。DVD付きのみのリリース。

## 批評
CDジャーナルは「歌声には期待通りの舌足らずな可愛らしさが健在で、にぎやかなサウンドにのせてデリシャスなパフォーマンスをみせている」と評した。

## 収録曲

### CD
1. ハッピー!クッキンタイム♪
作詞：川田瑠夏　作曲・編曲：宮崎誠
2. キッチンプリンセス (フルサイズ2分48秒)
作詞：青島利幸　作曲・編曲：川田瑠夏
3. ハッピー!クッキンタイム♪ （TV Ver.）
4. キッチンプリンセス（TV Ver.）
5. ハッピー!クッキンタイム♪（inst.）
6. キッチンプリンセス（inst.）

### DVD
1. ハッピー！クッキンタイム♪
2. ハッピー！クッキンタイム♪ （inst.、歌詞付き）